# 大阪市立自然史博物館
大阪市立自然史博物館（おおさかしりつしぜんしはくぶつかん）は、大阪府大阪市東住吉区長居公園にある自然史系博物館。現館長は川端清司。前館長は谷田一三。

## 概要
人間をとりまく自然について、その成り立ちや仕組み、その変遷や歴史について、研究、資料収集、展示、普及教育活動を行う博物館施設である。現在博物館が位置する長居公園内に開館したのは1974年（昭和49年）4月であるが、その前身である旧自然科学博物館は1950年（昭和25年）11月に大阪市立美術館内に開設した。1952年（昭和27年）には博物館相当施設に指定され、その後移転して1957年（昭和32年）から1973年（昭和48年）までは大阪市西区の元靱小学校の校舎を改造した建物で開館していた。「大阪市立自然史博物館」という名称になったのは長居公園への移転以降であるが、2001年（平成13年）4月に特別展「50周年だヨ！標本集合！！～自然史博物館の歩み～」を開催していることから、対外的な博物館の創立年は1950年（昭和25年）としている。
自然史系博物館の中でもアクティビティの高い博物館として評されることが多い。その活動を支える最も大きな要素は大阪市立自然史博物館友の会である。自然史学の初心者からハイ・アマチュア、プロに至る多くの市民が友の会に参画し、学芸員や会のコアメンバーが会員の自然観察会や調査研究活動を支援・主導している。この体制はチョウの研究者として著名な日浦勇が学芸員だった頃にはすでに確立しており、現在も継続している。さらに、会員の有志から特定分野の同好会やサークルも数多く派生し、博物館活動を支える専門家集団として機能している。このような友の会活動のスタイルは、その後開館した他の自然史系博物館が友の会を設立・育成する際のモデルともなった。日本の自然史系博物館の多くが、地域社会に根を下ろした基盤を構築しようと努力しているのは、この友の会活動によるところが大きい。
博物館が主催する普及教育活動も数多く行われる一方で、研究活動にも重点を置くよう努めており、当初から学芸員を行政職ではなく研究職として採用していたこと、1964年（昭和39年）に日本育英会（当時）の返還免除職機関の指定を受けたこと、1976年（昭和51年）に文部省（当時）の科学研究費補助金を受ける研究機関指定を受けたことなどは、その当時の公立博物館としてはめずらしく、この姿勢もその後の国内の博物館行政に影響を与えた。
初代館長は動物生態学者の筒井嘉隆であり、彼の息子が作家の筒井康隆である。

## 施設

### 本館
- ナウマンホール
- 第1～5展示室（第4展示室は現在2階回廊部）
- イベントスペース
- ギャラリー
- 講堂

### 花と緑と自然の情報センター内
- ネイチャースクエア・大阪の自然誌
- ネイチャーホール（特別展示室）
- ミュージアムショップ

### 屋外
- ガラス屋根ポーチ部にクジラ（ナガスクジラ、マッコウクジラ、ザトウクジラ）展示

### その他
バックヤードの教育用施設
- 集会室
- 実習室
- 会議室など

## 学芸員構成
2018年現在
- 動物研究室3名（海産ベントス・魚類・鳥類各1名）
- 昆虫研究室3名（鱗翅目・甲虫目・膜翅目各1名）
- 植物研究室3名（種子植物2名・菌類1名）
- 地史研究室3名（脊椎動物化石・放散虫化石・植物化石各1名）
- 第四紀研究室2名（地層学1名・堆積学1名）

## 交通
- Osaka Metro御堂筋線「長居駅」から約800m。
- JR阪和線「長居駅」から約1km。
- 近鉄南大阪線「矢田駅」から約1.8km。
- 大阪シティバス4号系統、24号系統「長居東」または「長居東2」停留所下車。

## 大阪市立自然史博物館に活動の基盤を置く団体
- 大阪市立自然史博物館友の会
- 双翅目談話会
- 昆虫情報処理研究会
- 大阪鳥類研究グループ
- アサギマダラを調べる会
- 日本鳥学会員近畿地区懇談会
- 阪神わかやま野尻湖友の会
- なにわホネホネ団
- 大阪湾海岸生物研究会
- 大阪湾見守りネット